# Anna Barrachina
Anna Barrachina (Sitges, de la provincia de Barcelona, 20 de febrero de 1968) es una actriz española de teatro, televisión y cine.

## Biografía
Conocida especialmente por sus interpretaciones en Cegada de amor, Ventdelplà y Amar es para siempre, a los 18 años entró a formar parte de la compañía de teatro La Cubana, donde permaneció desde 1987 hasta 1998. Durante las temporadas que permaneció con dicha compañía, destaca su actuación en la obra Cegada de amor  con el papel principal de Estrellita Verdiales, donde además de actuar, también tuvo que cantar canciones como Mancheguita, El mundo es maravilloso, Clic clac Rock, Nazareno, La saeta de la luz, Veo veo veo, Ni veritat ni mentida, Un verano en la ciudad, Adéu, adéu Barcelona.
Anna Barrachina interpretó a Nuri Soler, uno de los principales personajes de la serie Ventdelplà, emitida en TV3. En la temporada 2007-2008 fue nombrada Embajadora de Xató.
Durante 2013 y 2014, interpreta a Belén Aguado, la dueña del hostal La Estrella en Amar es para siempre (continuación de Amar en tiempos revueltos) como personaje principal en la primera temporada y parte de la segunda.

## Filmografía

### Televisión
- Per cap d'any TV3, especial de fin de año con la compañía La Cubana (1990)
- Els Grau, personaje episódico (1991)
- Teresina, S.A., como Angelina. Con la compañía La Cubana (1992)
- Telecena de La Cubana, personaje episódico. Con la compañía La Cubana (1994)
- Al salir de clase, personaje episódico (1999)
- Crims, personaje episódico (2000)
- El comisario, como Carmela Martín (2000)
- Raquel busca su sitio, personaje episódico (2000)
- Catalans a la romana, como tabernera. TV movie (2000)
- Cabell d'Àngel, como secretaria de Marinyes. TV movie (2001)
- Maresme, reparto. TV movie (2001)
- Els futurs de la ciutat, reparto. TV movie (2001)
- Més enllà de les estrelles, como Rosó. TV Movie (2003)
- El tránsfuga, como Sonia. TV movie (2003)
- Los 80, personaje episódico (2004)
- Projecte Cassandra, como Eva Darc. TV movie (2005)
- Ventdelplà, como Nuri Soler (2005-2010)
- La sagrada familia, como Núria (2011)
- Amar es para siempre, como Belén Aguado (2013-2014)
- Merlí, como Lidia (2016-2018)
- Hache (2019)

### Largometrajes
- Un negre amb un saxo, reparto. Dir. Francesc Bellmunt (1988)
- La vida por delante, reparto. Dir. Fernando Fernán Gómez (remake con los alumnos de la ESAC) (1999)
- Tapas, como Águeda. Dir. José Corbacho y Juan Cruz (2005)
- Atlas de geografía humana, como Marita. Dir. Azucena Rodríguez (2007)
- Xtrems, como la psiquiatra Ester. Dir. Abel Folk y Joan Riedweg (2009)

### Cortometrajes
- Bar, reparto. Dir. Jordi Espresate, Jordi Frades, Ariadna Gil, Jaume Meléndez, Maria Ripoll y Pilar Tomás (1987)
- El olor de las manzanas, como la doctora. Dir. Juan Cruz (1999)
- Mola ser malo, reparto. Dir. Àlam Raja (2005)
- Mami me quiere más a mi, reparto. Dir. Hugo Romero Urbaneja (2010)

### Teatro
- Cubana's delikatessen.  Compañía La Cubana (1987)
- La tempestad, de William Shakespeare. Compañía La Cubana (1987-1988)
- Cómeme el coco, negro. Compañía La Cubana (1989-1991)
- Cubanadas a la carta. Compañía La Cubana (1989-1991)
- Cubana marathon dancing. Compañía La Cubana (1989-1991)
- Cegada de amor, como Estrellita Verdiales/Sra. Rosario/Secretaria. Compañía La Cubana (1989-1991/1993-1998)
- Núria a la carta. Compañía La Cubana (1990)
- Chicas malas. Dir. Ángel Alonso (1999-2002)
- La Cubana, 25 anys, como Estrellita Verdiales (2005)
- Donesipunt!, de Ángel Alonso (2007)
- Carta d'una desconeguda, de Stefan Zweig. Dir. Fernando Bernués (2007)
- Pel davant i pel darrera. Dir. Alexander Herold (2010-2012)
- Confessions de dones de treinta. Dir. E. Pericas (2013)
- ¡Qué desastre de función (por delante y por detrás). Dir. Alexander Herold (2013)
- Assassinat a l'Orient Express, adaptación de Ken Ludwig sobre la obra homónima de Agatha Christie. Dir. Iván Morales (2021)